# 韦尔迈什·奥尔班
韦尔迈什·奥尔班（匈牙利語：Vermes Albán，1957年6月19日—2021年2月3日），匈牙利男子游泳运动员。他曾代表匈牙利参加1980年夏季奥林匹克运动会游泳比赛，获得男子200米蛙泳银牌。